# Sultepec
Sultepec è un comune del Messico, situato nello stato di Messico.